# Libéralisation du cannabis

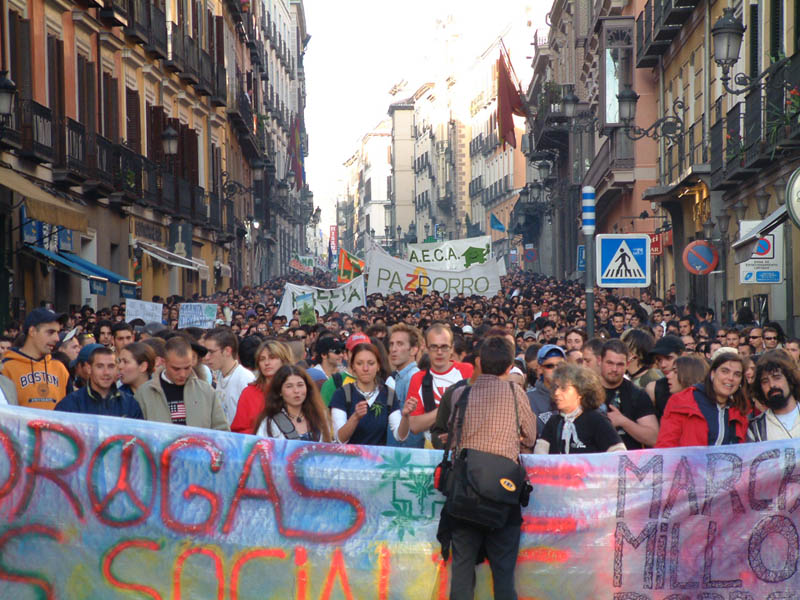
Marche mondiale pour le cannabis à Madrid en 2004.

Les partisans de la libéralisation du cannabis estiment que la prohibition a prouvé son inefficacité et qu'il est temps de réguler la production, la vente et la consommation de cannabis.
Plusieurs politiques différentes sont défendues par les militants : la dépénalisation, la légalisation ou la libéralisation totale, cette dernière étant peu revendiquée.

## Histoire
Le chanvre est une des premières plantes domestiquées par l'homme, au Néolithique, probablement en Asie. Il a ensuite accompagné migrations et conquêtes pour se répandre sur tous les continents. Jadis, le Cannabis sativa, était considéré comme une plante magique hypocrite associée à la magie.

### Prohibition

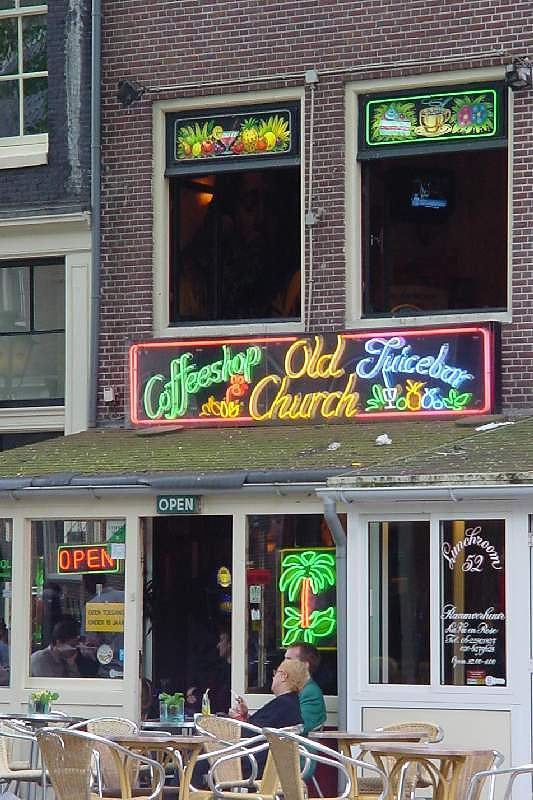
Un coffee shop à Amsterdam

La prohibition des drogues commence au début du XXe siècle, notamment celle de l'opium. En 1925, la Société des Nations convoque à Genève la première Convention internationale de l'opium qui s'étend au cannabis. Depuis, l'affrontement entre les prohibitionnistes et les partisans d'une libéralisation fait rage.

### Histoire récente
En 1944, le rapport du maire de New York, Fiorello LaGuardia, est la seule voix qui s'oppose à la campagne médiatique de Harry J. Anslinger contre le cannabis (Marihuana Tax Act).
Le cannabis est dépénalisé en 1976 aux Pays-Bas et de nombreux coffee shop y font leur apparition.
En France, le CIRC reprend l'idée de l'Appel du 18 joint en 1993, en organisant le 18 juin un rendez-vous à Paris et à Lyon pour revendiquer la légalisation du cannabis.
La Million Marijuana March (MMM) a lieu en 1999. Elle deviendra par la suite la Marche mondiale pour le cannabis, un événement international.
En 2007, Richard Lee, homme d'affaires, fonde la première université du cannabis, Oaksterdam University, dans le quartier d'Oaksterdam à Oakland.
En Californie, le 2 novembre 2010 a lieu un referendum sur un projet de loi, la Proposition 19, qui propose de légaliser différentes activités liées au cannabis, de donner le droit aux gouvernements locaux de les réguler et de leur permettre d'imposer et de collecter des taxes, ainsi que d'autoriser certaines sanctions pénales et civiles. Elle fut rejetée avec 53,9 % du vote populaire, contre 46,1 % en faveur du « oui ».
Récemment de nombreux Cannabis social club sont apparus en Espagne, en Belgique et en France. En France, le 25 mars 2013, une vingtaine de Cannabis social club se sont déclarés en préfecture et plus de 23 000 personnes se sont auto-dénoncées via Facebook.
En juin 2013, l'ONG Human Rights Watch (HRW) a proposé une dépénalisation de la consommation de toutes les drogues, estimant que les sanctions pénales contre l’usage de stupéfiants constituent une « atteinte aux droits humains fondamentaux ». Elle estime d'autre part que la criminalisation de la consommation est en contradiction avec le droit à la santé, car la crainte de sanctions pénales dissuade les addicts de chercher de l’aide pour se soigner.
En Uruguay, la chambre des députés s’est prononcée le 31 juillet 2013 en faveur de la légalisation du cannabis. La nouvelle loi remplacera une loi de 1974 qui autorisait son usage mais rejetait la production et la commercialisation dans la clandestinité.

### Déclarations politiques

#### En France

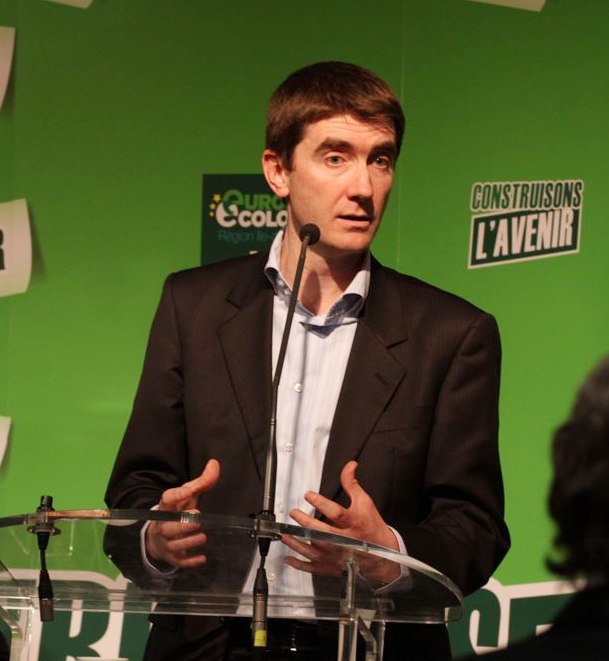
Stéphane Gatignon à un meeting à Sevran

En 1976, de nombreuses personnalités signent l'Appel du 18 joint et demandent alors la mise en place d'une législation identique à celle des Pays-Bas (Bernard Kouchner, Henri Leclerc, Isabelle Huppert, Gotlib…).
En 2003, dans un article du quotidien Libération, Daniel Vaillant, ancien ministre de l'Intérieur, propose d'autoriser la consommation de cannabis aux plus de 16 ans, d'encadrer et contrôler la production ou l'importation et de contraventionnaliser et pénaliser la conduite à risque comme pour l'alcool. En 2011, il préside un groupe de travail parlementaire qui publie un rapport intitulé Légalisation contrôlée du cannabis. Pour mieux lutter contre le cannabis : sortir de l’hypocrisie.
En 2007, lors de sa première campagne électorale, Nicolas Sarkozy propose que la consommation de cannabis soit passible d'une contravention et non plus considérée comme un délit, ce qui à ses yeux était « un non-sens ».
En 2011, Stéphane Gatignon (alors maire de Sevran) se déclare en faveur de la légalisation.
En 2012, le ministre de l'Éducation Vincent Peillon s'est prononcé en faveur d'un débat sur la dépénalisation du cannabis, en affirmant qu'il s'agissait d'un « sujet majeur ».
En juin 2019, soixante-dix élus, médecins et économistes lancent dans le Nouvel Obs un appel au Gouvernement en faveur de la légalisation du cannabis.

#### Dans le monde
En 2009, Arnold Schwarzenegger, alors gouverneur de Californie, se déclare en faveur d'un débat sur la légalisation du cannabis.
En 2011, 19 personnalités internationales se sont déclarées en faveur de la légalisation du cannabis dans un rapport de la commission mondiale pour la politique des drogues (Kofi Annan, Richard Branson, Mario Vargas Llosa, Carlos Fuentes, Asma Jahangir, César Gaviria, Ernesto Zedillo, Fernando Henrique Cardoso, Georges Papandreou, George P. Shultz, Javier Solana, John Whitehead, Louise Arbour, Maria Cattaui, Marion Caspers-Merk, Michel Kazatchkine, Paul Volcker, Ruth Dreifuss, Thorvald Stoltenberg),.

## Législation

### Législation actuelle
La législation sur le cannabis est très variée selon les pays. Dans de nombreux pays, la police exerce un pouvoir discrétionnaire, mettant en garde les usagers ou confisquant le cannabis, même en petites quantités, à usages privé ou médical. L'Office des Nations unies contre la drogue et le crime, organe de l'ONU créé en 1997, est ainsi chargé de lutter contre le cannabis dans 192 pays, via une politique de prohibition. La prohibition du cannabis est souvent source de débat en raison des trafics qu'elle engendre.
Depuis les années 2000, le Canada et plusieurs autres pays ont commencé à distinguer l'usage médical du cannabis et son usage récréatif. C'est aussi le cas de seize États des États-Unis, bien qu'une récente décision au niveau fédéral contredise cette politique.

### Alternatives à la prohibition

#### Dépénalisation du cannabis
Adoptée par certains pays, la dépénalisation vise à décriminaliser l'usage simple et la possession de faibles quantités, tout en sanctionnant la vente et la production.
L'exemple le plus connu de dépénalisation est celui du cannabis aux Pays-Bas mais d'autres pays européens appliquent aussi cette politique comme l'Espagne ou la Belgique, avec les Cannabis social clubs. Le Luxembourg veut également dépénaliser.
Longtemps critiquée, car supposée aboutir à une augmentation significative de la consommation du fait de la banalisation du produit, son application aux Pays-Bas depuis 1976 n'a pas entraîné de hausse de la consommation hors celle générée par le tourisme narcotique.
Cette solution, si elle respecte les conventions de l'ONU, ne résout pas, selon ses détracteurs, les problèmes d'approvisionnement et de mise en contact avec des milieux marginaux qu'implique la consommation du produit dépénalisé. Les détracteurs de cette politique avancent qu'elle ne fait que tolérer juridiquement les usagers socialement insérés.
Une décision-cadre de l'Union européenne du 25 octobre 2004 recommande la dépénalisation de la consommation de cannabis.

#### Légalisation du cannabis
La légalisation vise à autoriser la consommation et la vente avec un contrôle par l'État de la production voire de la distribution.
Les partisans de cette solution avancent qu'elle permettrait la mise en place de taxes, de normes de qualité et d'une meilleure information (les produits étant vendus avec une notice contenant les précautions d'usage comme pour n'importe quel produit), voire d'une réglementation du produit en termes de limitation d'âge comme c'est par exemple le cas, dans la plupart des pays, pour l'alcool et le tabac.
Un argument important de la légalisation du cannabis est de mettre fin aux trafics qui alimentent la délinquance.
Juin 2022 : Selon le ministre fédéral de la Santé allemand, Karl Lauterbach, la légalisation du cannabis récréatif est actuellement sur la table du gouvernement, en vue d’adopter un projet de loi avant fin 2022 .

#### Distribution contrôlée
Au-delà du statut du cannabis, la question de sa distribution est posée pour éliminer ou réduire son trafic.

#### Libéralisation totale des drogues
La libéralisation consiste à supprimer toutes les contraintes légales sur ces produits en vertu des droits fondamentaux des individus. C'est une position qui appartient à la philosophie libertaire et qui était défendue par Timothy Leary, par exemple.
Cette solution n'est actuellement appliquée dans aucun pays. Elle est en contradiction avec les conventions de l'ONU.

## Militantisme

### Personnalités
- Marc Emery
- Jean-Pierre Galland
- Marc-Boris Saint-Maurice
- Bernard Rappaz
- Jacques Joseph Moreau
- Jack Herer
- Michel Sitbon
- Robert Connell Clarke
- Kevin Zeese
- James P. Gray
- le juge allemand Andreas Müller
- Farid Ghehiouèche[15]
- Richard Lee[1]

### Organisations
| France   | Cannabis sans frontières                           |
| France   | Chanvre et Libertés                                |
| France   | Collectif d'information et de recherche cannabique |
| France   | NORML France                                       |
| France   | Cannabis Social Club français (jusqu'en 2013)      |
| Belgique | Liaison Antiprohibitionniste                       |
| Québec   | Bloc Pot                                           |

#### Cannabis sans frontières
Cannabis sans frontières est un collectif agissant contre la politique de répression liée à la prohibition des drogues fondé et animé par Farid Ghehiouèche et Michel Sitbon.

##### Création
Son principal fondateur, Farid Ghehiouèche, milite pour la régulation légale de l'usage de drogues,, basée sur le respect des droits humains, la prévention des risques et la réduction des dommages causés par la consommation de substances classées au tableau des stupéfiants. Farid Ghehiouèche intervient de manière récurrente dans les médias au nom du collectif Cannabis sans frontières,,.
Cette association loi de 1901 est membre de l'organisation pan-européenne ENCOD (en) et est affiliée, en France, à la coordination NORML France.

##### Actions
- Organisation de la Marche mondiale pour le cannabis depuis 2009 en France[22].
- Relais des campagnes de soutien aux prisonniers des politiques de répression des stupéfiants de par le monde (Michaël Blanc, Dana Beal, Bernard Rappaz…)
- Soutien aux Cannabis social clubs en France[23],[22], y compris à travers l'édition de rapports[24].
- Participation aux travaux parlementaires sur la législation relative au cannabis[25] (auditions au Sénat en 2014[26] et à l'Assemblée Nationale en 2017[16] puis 2021[27]).

###### Campagnes électorales
Lors des élections européennes de 2009, une liste « Cannabis sans frontières – Mouvement pour les libertés (Alternative écologique) » menée par Farid Ghehiouèche se présente dans la circonscription Île-de-France. Cette liste obtient 0,14 % des votes exprimés.
Farid Ghehiouèche tente de se présenter à l'élection présidentielle de 2012, d'abord à la primaire socialiste puis directement au scrutin présidentiel. Il n'obtient pas les 500 signatures requises. À l'occasion de cette campagne, à Évry, alors qu'il lit une adresse à François Hollande et Manuel Valls, Ghehiouèche fait l'objet d'une interpellation pour outrage ; il est condamné à 400 euros d’amende avec sursis et 50 euros de dommages et intérêts à l'attention de chacun des trois plaignants de la partie civile (les policiers insultés)[réf. nécessaire]. Farid Ghehiouèche se présente aux élections législatives de 2012 dans la huitième circonscription de l'Essonne : il obtient 187 voix, soit 0,42 % des votes exprimés.
Pour les élections européennes de 2014, une liste « Cannabis sans frontières – Stop la prohibition », menée par Farid Ghehiouèche, est présentée dans la circonscription Île-de-France - Français de l'étranger. Elle obtient 0,23 % des suffrages exprimés.

###### Ligne politique
Au cours des différentes campagnes auxquelles le collectif Cannabis sans frontières a participé, sa ligne politique et ses objectifs principaux étaient définis comme suit :
- Paix, démocratie et droits humains vitaux : Luttes pour un monde sans frontières (no borders, no papers) / Justice partout - Police nulle part / Droit au logement / Droit à l’alimentation / Droit au revenu d’existence
- Légalisation des plantes thérapeutiques et thérapies alternatives : Cannabis thérapeutique, iboga, pavot thérapeutique, Ayahuasca, LSD, coca thérapeutique, etc.[32]
- Soutien aux victimes de la répression pour usages réels ou supposés de drogues : Prohibition, répression, interpellations, condamnations, abolition de la peine de mort, prison-incarcération et politique d’enfermement, longues peines, amendes…

###### Événements
- La Marche mondiale pour le cannabis (Global Cannabis March) est un évènement international ayant lieu tous les ans depuis 1999, dans plus de 700 villes et 65 nations. Elle a lieu généralement le premier samedi du mois de mai.
- La Cannabis cup est un festival organisé par le magazine américain High Times qui se déroule annuellement à Amsterdam et où sont récompensées, entre autres, les meilleures variétés de cannabis. Les juges sont choisis parmi le public venu tester les productions.
- En France, depuis 1993, une fois par an, les militants se rassemblent dans plusieurs villes pour l'Appel du 18 joint.
- Aux États-Unis, la « campagne du 420 » a institué le 20 avril de chaque année comme journée centrale pour y concentrer la pression sur le Congrès pour légaliser la marijuana.

###### Lieux emblématiques
- Nimbin (Australie)
- Christiana (Danemark)
- Lazarat (Albanie)

###### Médias et créations artistiques
- Pot TV[Quoi ?]
- RBH23, la Gazette du chanvre[Quoi ?]
- Soft Secrets[Quoi ?]
- Cannabis Culture (en) (magazine en ligne)
- L'empereur est nu, livre de Jack Herer, essai paru en 1985.
- Fumée clandestine, livre de Jean-Pierre Galland, sorti en 1991 et plusieurs fois réédité depuis.
- Le Peuple de l'herbe, film documentaire sorti en 1999.
- Super High Me, film documentaire sorti en 2007.
- Kottonmouth Kings, groupe américain de rap.